# Showroom

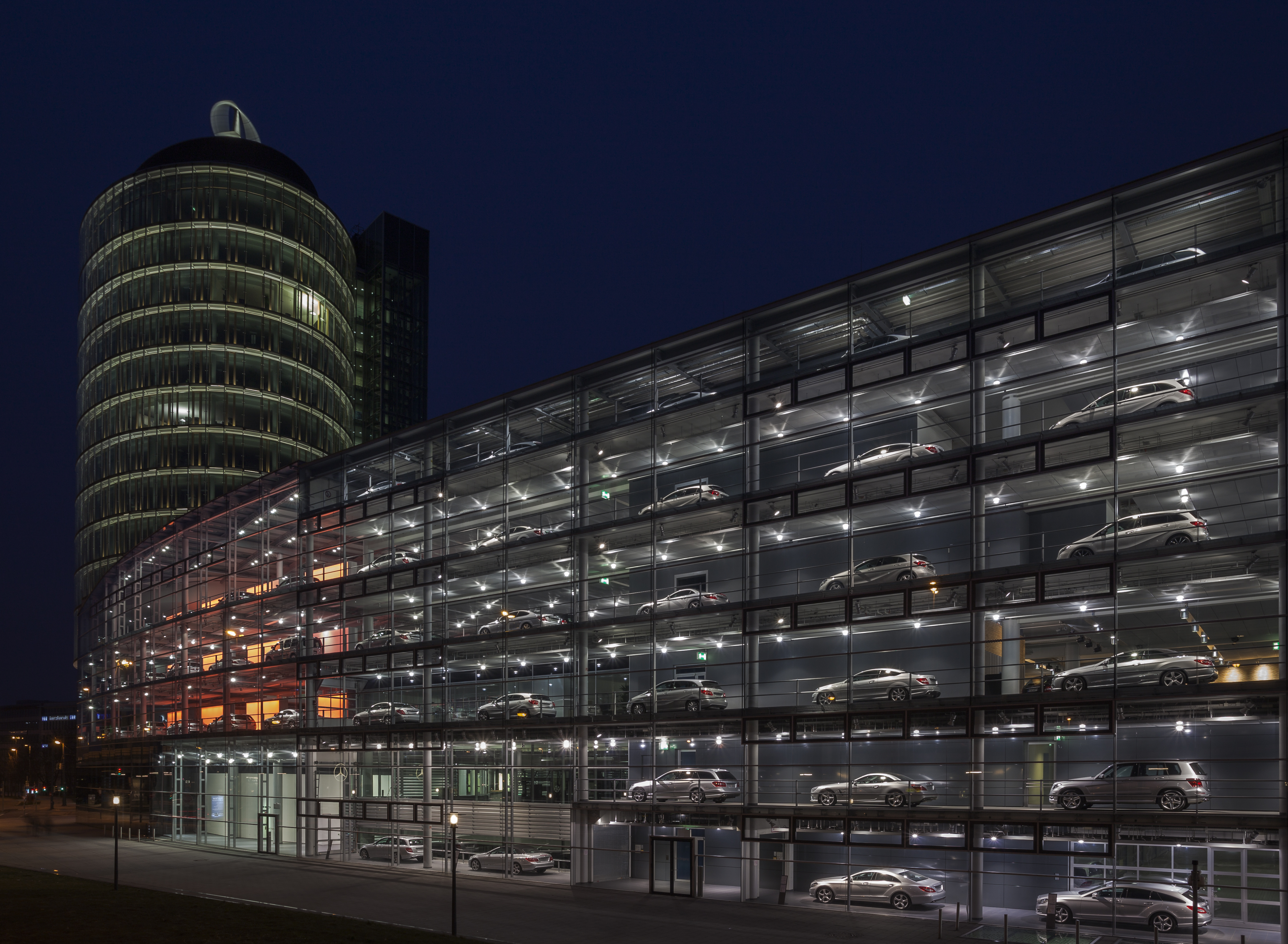
Showroom chez un concessionnaire automobile.

Showroom (écrit aussi show-room, show room) peut désigner :

## Marketing
Boutique, espace de présentation d'un fabricant qui y présente ses nouveaux produits destinés à la vente. Caractéristique de l'univers de la mode, son usage s'est répandu à d'autres secteurs tels que la décoration intérieure, l'industrie de la chaussure, des bijoux ou de l'automobile.
Le showroom peut être permanent ou temporaire, destiné uniquement aux professionnels (journalistes ou acheteurs) ou au public en général.
Au Québec, on parle d'une salle de montre.

## Lieu de spectacle
Espace généralement de petite dimension utilisé pour présenter un spectacle. Parfois, il est personnalisé pour un spectacle donné, par exemple, le showroom du Las Vegas Hilton (en) utilisé pour l'opéra-rock Starlight Express.
Certains showrooms sont utilisés quotidiennement, tandis que d'autres ne sont utilisés que pour la venue d'un artiste qui y présente souvent ses nouvelles œuvres.